# Léon Delacroix
Pour les articles homonymes, voir Delacroix.
Léon Delacroix est un avocat et homme d'État belge catholique (Saint-Josse-ten-Noode, 27 décembre 1867- Baden-Baden, 15 octobre 1929).

## Biographie
Léon Frédéric Gustave Delacroix, né le 27 décembre 1867, est le fils de Jules Delacroix, négociant, et de Anne Marie Hoorickx. Ses parents font partie de la bourgeoisie bruxelloise. Il épouse Julienne Aelbrecht en juillet 1890. Ils ont douze enfants : six filles et six fils. 
Après des études de droit à l'Université libre de Bruxelles, il s'inscrit au barreau de Bruxelles en 1889. Avocat à la Cour de cassation en novembre 1909, il y devient bâtonnier de l'Ordre des avocats de 1917 à 1919. 

## Carrière politique
Conseiller communal d'Ixelles entre 1908 et 1911, Delacroix était un inconnu du grand public jusqu'à la fin de la Première Guerre mondiale, à une époque où le vote est encore censitaire. 
Dans le contexte de la reconstruction du pays, après la Première Guerre mondiale (1914-1918), le roi Albert Ier et ses conseillers forment un nouveau gouvernement, une union sacrée tripartite pour reconstruire le pays. Pour le diriger, il faut une personnalité agréée à la fois par les catholiques, les socialistes et les libéraux. Bien qu'il n'ait jamais fait de politique à ce niveau, le nom de Léon Delacroix est suggéré et accepté. Lors des entretiens de Loppem de 1918, il est nommé à la tête d'un gouvernement d'union nationale tripartie, pour un mandat d'un an renouvelable. Pour le chef de ce nouveau gouvernement, un nouveau titre est également créé : c'est le premier Premier ministre de Belgique puisque avant lui, on utilisait le terme « chef de cabinet ». 
Léon Delacroix dirige deux gouvernements successifs, du 21 novembre 1918 au 2 décembre 1919 puis du 2 décembre 1919 au 20 novembre 1920. En plus des fonctions de Premier ministre, il est ministre des Finances entre 1918 et 1920 et même brièvement ministre des Affaires étrangères (août - novembre 1920). Il est nommé Ministre d'État en 1920. Il est député catholique de l'arrondissement de Namur entre 1919 et 1921
Ces gouvernements sont particulièrement actifs et font passer au Parlement plusieurs lois extrêmement importantes. C'est sous son gouvernement que le suffrage universel masculin est instauré. Parmi les lois votées sous son ministère : la loi d'impôt sur le revenu, la loi sociale pour limiter la journée de travail à 8 heures, la loi sur la limitation des ventes d'alcool, etc.
Déchargé de ses fonctions de Premier ministre, il endosse immédiatement celles de Président de la délégation belge à la Commission des Réparations, siégeant à Paris de 1920 à 1929, en vue de négocier les réparations de guerre demandées à l'Allemagne. C'est dans le cadre de ses fonctions qu'il meurt à Baden-Baden (Allemagne), victime d'un incident cardiaque le 15 octobre 1929. Il reçoit des funérailles officielles à l'église Saint-Boniface d'Ixelles et est inhumé au cimetière de Laeken.

## Hommages
- Pour son dévouement à la Belgique, le roi Albert Ier a proposé de promouvoir Léon Delacroix en tant que comte. Il a refusé cette proposition pour que ses enfants grandissent comme des enfants ordinaires.
- Une rue porte son nom sur le territoire de la commune bruxelloise d'Anderlecht
- Depuis septembre 2006, une station du métro bruxellois porte le nom Delacroix en l'honneur de l'homme d'État. Cette station se trouve à Anderlecht à côté de la rue Léon Delacroix qui porte son nom depuis 1929.

## Distinctions
- Grand officier de l'ordre de Léopold en 1921 (Belgique).
- Grand-croix de la Légion d'honneur (France).
- Ordre du Bain (Grande-Bretagne).
- Grand-croix de l'ordre des Saints-Maurice-et-Lazare (Italie).
- Grand officier de l'ordre de la Couronne de chêne (Luxembourg).
- Grand-croix de l'ordre de Charles III (Espagne).
- Grand cordon de l'ordre du Soleil levant (Japon).
- Grand Officier de l'Ordre de la Couronne (Perse) .
- Commandeur de l'Ordre du Mérite civil (Bulgarie).